# 袁經 (弘治乙丑進士)
袁經（1476年—？），字載道，直隸河間府青縣人，軍籍，明朝政治人物。

## 生平
弘治十七年（1504年）甲子科順天府鄉試第十四名舉人。弘治十八年（1505年）中式乙丑科會試第一百八十九名，三甲第五十六名進士。

## 家族
曾祖袁通；祖父袁琮；父袁亨，母范氏。